# Oreoschimperella
Oreoschimperella, även känd som Schimperella, är ett släkte av flockblommiga växter. Oreoschimperella ingår i familjen flockblommiga växter.
Kladogram enligt Catalogue of Life:
| Oreoschimperella | \| \| Oreoschimperella aberdarensis \| \| \| \| \| \| Oreoschimperella arabiae-felicis \| \| \| \| \| \| Oreoschimperella verrucosa \| \| \| \| |
|                  | \| \| Oreoschimperella aberdarensis \| \| \| \| \| \| Oreoschimperella arabiae-felicis \| \| \| \| \| \| Oreoschimperella verrucosa \| \| \| \| |
|                  | Oreoschimperella aberdarensis |
|                  | |
|                  | Oreoschimperella arabiae-felicis |
|                  | |
|                  | Oreoschimperella verrucosa |
|                  | |